# Gran Premi de Mònaco del 1992
Resultats del Gran Premi de Mònaco de Fórmula 1 de la temporada 1992, disputat al circuit urbà de Montecarlo el 31 de maig del 1992.

## Resultats de la cursa
| Pos | No | Pilot                | Equip                    | Voltes | Temps/ Retir.    | Pos. de sort. | Punts |
| --- | -- | -------------------- | ------------------------ | ------ | ---------------- | ------------- | ----- |
| 1   | 1  | Ayrton Senna         | McLaren - Honda          | 78     | 1h 50' 59. 3     | 3             | 10    |
| 2   | 5  | Nigel Mansell        | Williams - Renault       | 78     | + 0.215 s        | 1             | 6     |
| 3   | 6  | Riccardo Patrese     | Williams - Renault       | 78     | + 31.843 s       | 2             | 4     |
| 4   | 19 | Michael Schumacher   | Benetton - Ford          | 78     | + 39.294 s       | 4             | 3     |
| 5   | 20 | Martin Brundle       | Benetton - Ford          | 78     | + 1' 21.347 min. | 7             | 2     |
| 6   | 29 | Bertrand Gachot      | Larrousse - Lamborghini  | 77     | + 1 Volta        | 15            | 1     |
| 7   | 9  | Michele Alboreto     | Footwork - Mugen - Honda | 77     | + 1 Volta        | 11            |       |
| 8   | 23 | Christian Fittipaldi | Minardi - Lamborghini    | 77     | + 1 Volta        | 17            |       |
| 9   | 21 | Jyrki Järvilehto     | Dallara - Ferrari        | 76     | + 2 Voltes       | 20            |       |
| 10  | 26 | Érik Comas           | Ligier - Renault         | 76     | + 2 Voltes       | 23            |       |
| 11  | 10 | Aguri Suzuki         | Footwork - Mugen - Honda | 76     | + 2 Voltes       | 19            |       |
| 12  | 25 | Thierry Boutsen      | Ligier - Renault         | 75     | + 3 Voltes       | 22            |       |
| Ret | 28 | Ivan Capelli         | Ferrari                  | 60     | Virolla          | 8             |       |
| Ret | 2  | Gerhard Berger       | McLaren - Honda          | 32     | Caixa canvi      | 5             |       |
| Ret | 11 | Mika Häkkinen        | Lotus - Ford             | 30     | Caixa canvi      | 14            |       |
| Ret | 27 | Jean Alesi           | Ferrari                  | 28     | Caixa canvi      | 4             |       |
| Ret | 33 | Mauricio Gugelmin    | Jordan - Yamaha          | 18     | Caixa canvi      | 13            |       |
| Ret | 12 | Johnny Herbert       | Lotus - Ford             | 17     | Virolla          | 9             |       |
| Ret | 34 | Roberto Moreno       | Moda - Judd              | 11     | Motor            | 26            |       |
| Ret | 4  | Andrea de Cesaris    | Tyrrell - Ilmor          | 9      | Caixa canvi      | 10            |       |
| Ret | 15 | Gabriele Tarquini    | Fondmetal - Ford         | 9      | Motor            | 25            |       |
| Ret | 32 | Stefano Modena       | Jordan - Yamaha          | 6      | Virolla          | 21            |       |
| Ret | 3  | Olivier Grouillard   | Tyrrell - Ilmor          | 4      | Transmissió      | 24            |       |
| Ret | 16 | Karl Wendlinger      | March - Ilmor            | 1      | Caixa canvi      | 16            |       |
| Ret | 24 | Gianni Morbidelli    | Minardi - Lamborghini    | 1      | Caixa canvi      | 12            |       |
| Ret | 22 | Pierluigi Martini    | Dallara - Ferrari        | 0      | Virolla          | 18            |       |
| NVQ | 7  | Eric van de Poele    | Brabham - Judd           |        |                  |               |       |
| NVQ | 8  | Damon Hill           | Brabham - Judd           |        |                  |               |       |
| NVQ | 14 | Andrea Chiesa        | Fondmetal - Ford         |        |                  |               |       |
| NVQ | 17 | Paul Belmondo        | March - Ilmor            |        |                  |               |       |
| NVQ | 30 | Ukyo Katayama        | Larrousse - Lamborghini  |        |                  |               |       |

## Altres
- Pole: Nigel Mansell 1' 19. 495
- Volta ràpida: Nigel Mansell 1' 21. 598 (a la volta 74)